# Peter Cornelius (compositore)

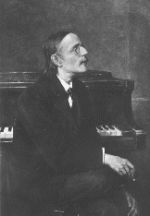
Peter Cornelius

Peter Cornelius (Magonza, 24 dicembre 1824 – Magonza, 26 ottobre 1874) è stato un compositore e poeta tedesco.

## Biografia

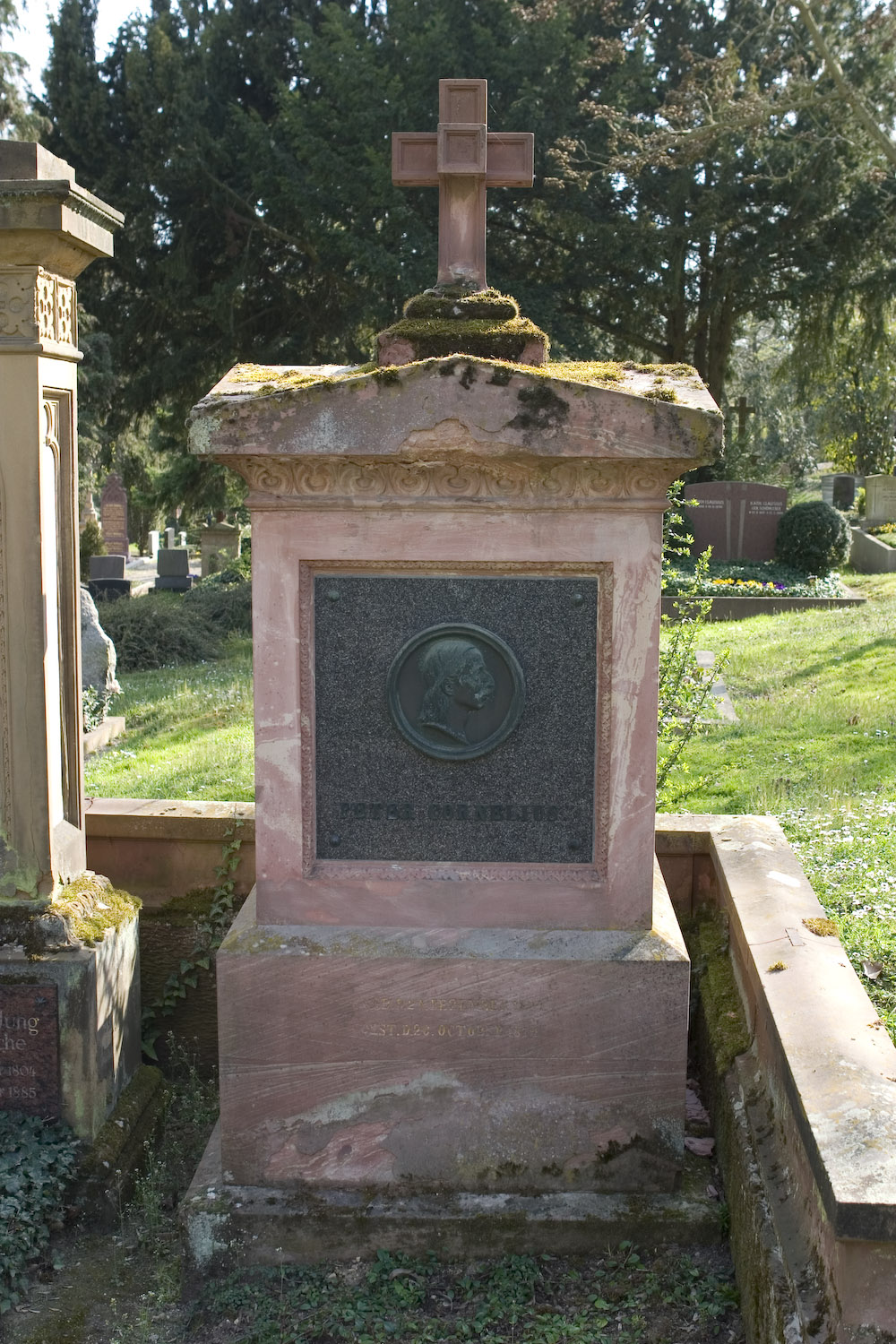
Tomba di Peter Cornelius al cimitero principale di Magonza

Proveniente da una famiglia di attori, da giovanissimo effettuò studi regolari contemporaneamente alla recitazione e alle attività musicali.
In particolar modo suonò il violino e compose lieder e studiò composizione con Heinrich Esser nel 1841.
Cornelius visse con suo zio Peter von Cornelius a Berlino dal 1844 al 1852, ed in questo periodo ebbe l'occasione di incontrare importanti artisti quali i fratelli Grimm, Friedrich Rückert e Felix Mendelssohn. Durante gli ultimi anni di permanenza berlinese, si occupò di critica musicale per varie riviste scrisse e divenne amico di Hans von Bülow.
Liszt lo condusse a Weimar nel 1853 e nel giro di pochi anni Cornelius si impose con l'opera Der Barbier von Bagdad del 1858. Nonostante il debutto del 15 dicembre 1858, sotto la direzione di Liszt, si rivelò un fiasco (a causa del pubblico ostile a Liszt), l'opera fu un tentativo riuscito di liberare l'operismo dalle catene degli stili e dei gusti italiani e francesi, e riscosse un grande consenso sia presso un germanologo come Liszt sia, successivamente, per il grande pubblico. Tra gli altri fattori che contribuirono al successo spiccò l'utilizzo dell'argomento comico.
Nel suo soggiorno viennese strinse amicizia con Richard Wagner, di cui ammirava lo slancio verso un'arte tedesca, anche se si dimostrò soprattutto un ammiratore di Schubert e di Mozart.
Nel 1864, durante la sua permanenza a Monaco di Baviera, si sposò e divenne padre di quattro figli.
Cornelius divenne celebre per il trattamento del pianoforte e della voce e si ritagliò un posto di riguardo nella storia dei Lieder, che si caratterizzarono per qualche affinità Biedermeier, per i toni innocenti, per la sicurezza formale ed il sincero fervore.
Si occupò a lungo anche di opere, e tra i titoli spiccarono il Gunlöd ed il Der Cid.
Ebbero un notevole successo il ciclo Trauer und Trost op.3 e quello sul testo del Pater Noster.

## Opere principali
Composizioni
- Stabat mater, per solista, coro e orchestra (1849);
- Brautlieder (1856);
- Weihnachtslieder op. 8 (1856);
- Der Barbier von Bagdad, opera comica (1858);
- Der Cid, opera (1865);
- Requiem Seele vergiss sie nicht, tratta da un testo di Friedrich Hebbel (1872);
- Gunlöd, opera incompiuta in tre atti (1869–1874), tratta da Edda (Riesin Gunnlöd), che completa e orchestra gli schizzi lasciati da Waldemar von Baußnern (1906);
- Messa in re minore per coro femminile, soprano assolo e organo, archi;
- Quartetti d'archi.

Pubblicazioni
- Literarische Werke. Ausgewählte Briefe nebst Tagebuchblättern und Gelegenheitsgedichten, Lipsia 1904–1905;
- Gesammelte Aufsätze. Gedanken über Musik und Theater, Poesie und bildende Kunst, 2004.